# 211 Ізольда
211 Ізольда (211 Isolda) — астероїд головного поясу, відкритий 10 грудня 1879 року Йоганном Палізою у Пулі.